# Гексаборид иттрия
Гексаборид иттрия — бинарное неорганическое соединение металла иттрия и бора с формулой YB6, тёмно-синие кристаллы.

## Получение
- Электролиз расплава Y2O3•2B2O3 с добавками оксида и фторида магния (соотношение 1:15). Для проведения электролиза используются платиновые, вольфрамовые и молибденовые катоды.

## Физические свойства
Гексаборид иттрия образует тёмно-синие кристаллы 
кубической сингонии, пространственная группа P m3m, параметры ячейки a = 0,408 нм, Z = 1.

## Химические свойства
Борид иттрия растворяется в горячей концентрированной серной кислоте, в конц. азотной кислоте при 0 °С. Также взаимодействует с расплавами щелочей, карбонатов и нитратов щелочных металлов.